# 브라질의 식민지화
브라질 식민지는 브라질에 존재하던 포르투갈 제국의 식민지이다. 포르투갈은 1534년부터 1822년까지 브라질을 지배하였다. 식민지배기간 동안 명칭은 '브라질 도독령'(Capitanias do Brasil, 1534~1549), '브라질 총독령'(Governo-Geral do Brasil, 1549~1621), '브라질국(Estado do Brasil, 1621~1815)이었다.